# Josef Bezdíček
Josef Bezdíček (30. září 1900 Hodonín – 6. července 1962 Teplice) byl český rozhlasový a divadelní režisér, herec a pedagog.

## Studium, divadlo
Jeho otec byl ředitelem brněnského gymnázia. Josef Bezdíček absolvoval gymnázium a Státní konzervatoř v Brně. Začal hrát v brněnském Zemském divadle, avšak měl zájem o avantgardní divadlo a spolu s Vladimírem Gamzou vedl od roku 1924 v Brně založené České studio. V roce 1925 soubor pokračoval po spojení se souborem E. A. Longena krátce pod názvem Sečesteal. Následně Bezdíček působil v Bratislavě ve Slovenském národním divadle jako herec a režisér. V roce 1927 byla v Bratislavě otevřena pobočka Radiojournalu, kde působil jako herec později i režisér. Z Bratislavy odešel krátce do Prahy, kde působil v divadle Uranie a ve smíchovském divadle U Libuše. V roce 1931 se vrátil do Brna a pokračoval dál v činnosti v Zemském divadle.

## Rozhlas
Ve stejné době začal pracovat i v brněnském Radiojournalu, vedeném ředitelem Antonínem Slavíkem. Do Radiojournalu jej doporučil Slavíkův spolupracovník Dalibor Chalupa. V roce 1932 se stal Bezdíček rozhlasovým režisérem. V rozhlase spolupracoval úzce i s Karlem Vetterlem a Františkem Kožíkem. V brněnském rozhlase uvedl okolo 150 rozhlasových her. Nahrávky her neexistují, neboť šlo o živé vysílání. Současně působil jako hostující režisér v brněnském divadle. V Brně vedl Bezdíček také esperantský klub herců, nazvaný TRAKT. V esperantu uvedl brněnský rozhlas v rámci programu Verda stacio např. Čapkovo RUR, Matku a Bílou nemoc a Langerovu Jízdní hlídku.
Po 15. březnu 1939 se vedení brněnského Radiojournalu rozešlo a Chalupa s Bezdíčkem odešli do Prahy. Zde pracovali v rozhlase, kde právě končila éra průkopníků rozhlasového vysílání vedených prof. Jaroslavem Hurtem. Bezdíček se stal v rozhlase šéfrežisérem, spolupracoval s Přemyslem Pražským a Miloslavem Jarešem.

## Pedagogická činnost
Od roku 1941 vyučoval na pražské konzervatoři. Později se stal profesorem herectví na pražské DAMU. V letech 1955–1958 vykonával funkci děkana DAMU. V Pražském rozhlase vychoval mnoho nových pracovníků, k jeho žákům patřil např. pozdější režisér Jiří Horčička.

## Osobní život
S první manželkou, Věrou Bezdíčkovou měl dvě dcery (Janu narozenou roku 1929 a Evu narozenou roku 1931). Jeho druhou manželkou (od června 1941) byla herečka Vlasta Fabianová. Manželku mu později odvedl Bohuš Záhorský.

## Citát
| „                  | S Bezdíčkem jsme prožili v Brně krásné roky. Byla jsem svědkem jeho cílevědomé práce, on byl svědkem mých hereckých úspěchů. Víc než svědkem. Strážcem, kritikem i rádcem. Když se dívám na svůj život nazpátek, mohu prohlásit, že Josef Bezdíček byl pro mne, především pro mou uměleckou dráhu, v mém životě jedničkou. | “ |
| — Vlasta Fabianová | |   |

## Ocenění
- 1954 titul zasloužilý umělec

## Divadelní režie, výběr
- 1924 Henrik Ibsen: Strašidla, České studio
- 1924 Jiří Mahen: Ulička odvahy, České studio
- 1925 Charles Vildrac: Koráb Tenacity, České studio
- 1936 A. Afinogenov: Kde vlaky nestaví, (j. h.) Zemské divadlo Brno
- 1936 Calderón de la Barca: Dáma skřítek, (j. h.) Zemské divadlo Brno
- 1947 Francois Mauriac: Milovaní nemilovaní, Stavovské divadlo (j. h.)

## Rozhlasové režie, výběr
- 1934 František Kožík: Cristobal Colón, Radiojournal Brno
- 1939 Fráňa Šrámek: Stříbrný vítr, Radiojournal Brno
- 1939 J. K. Tyl: Lesní panna, Radiojournal Brno
- 1948 Henrik Ibsen: Peer Gynt
- 1950 Radomír Hrabák: Zastrčená vesnice
- 1950 William Shakespeare: Sen noci svatojánské, režie: Josef Bezdíček. Hráli: Václav Voska (Lysandr), Vladimír Ráž (Demeteus), František Filipovský (Klubko), Antonín Jedlička (Pískálek), Josef Hlinomaz (Tlamička), Saša Myšková (Hermie), Drahomíra Hůrková (Helena), Vítězslav Vejražka (Oberon), Jaroslava Adamová (Puk). Hudba: Václav Trojan.[13]
- 1952 William Shakespeare: Zkrocení zlé ženy
- 1954 Jan Drda: Hrátky s čertem
- 1955 William Shakespeare: Veselé paničky windsorské
- 1958 William Shakespeare: Hamlet
- 1962 Carlo Goldoni: Pan Todero Brumla aneb Starý protiva

## Osobnosti české kultury o Josefu Bezdíčkovi
Ota Ornest
- Nejvíc mne těšilo pracovat s Bezdíčkem, to byl opravdový profesionál.[14]

- Pak jsem navštívil hlavního režiséra Bezdíčka. S ním jsem si ovšem rozuměl mnohem víc. Řekl jsem mu, že jsem si přivezl některé rozhlasové hry, o nichž se domnívám, že by se uplatnily taky u nás. "To nechám na vás," odvětil Bezdíček. "Pro tuto chvíli se stáváte mým dramaturgem. A já vám zaručuji, že co přeložíte, to uvedu." Přeložil jsem pro něho asi pět her. Skutečně všechny uvedl a v některých jsem i hrál.[14]

Bohumil Bezouška
- ... v prvé řadě Josef Bezdíček, vzdělaný, moudrý a laskavý pán, teoretik i vynikající praktik. Bezdíček začínal v Brně a spolu s dramaturgem, rovněž vzácným člověkem, Daliborem Chalupou, položili průběhem let skutečné základy naší moderní rozhlasové činohry a velikým podílem přispěli k úrovni práce se slovem v rozhlase vůbec. S malými technickými prostředky – nepracovalo se ještě s magnetofonovým záznamem – vytvářel Bezďa, jak byl v rádiu nazýván, veliké činohry, ze kterých by mnohé uspěly ještě dnes.[15]